# Manguebeat

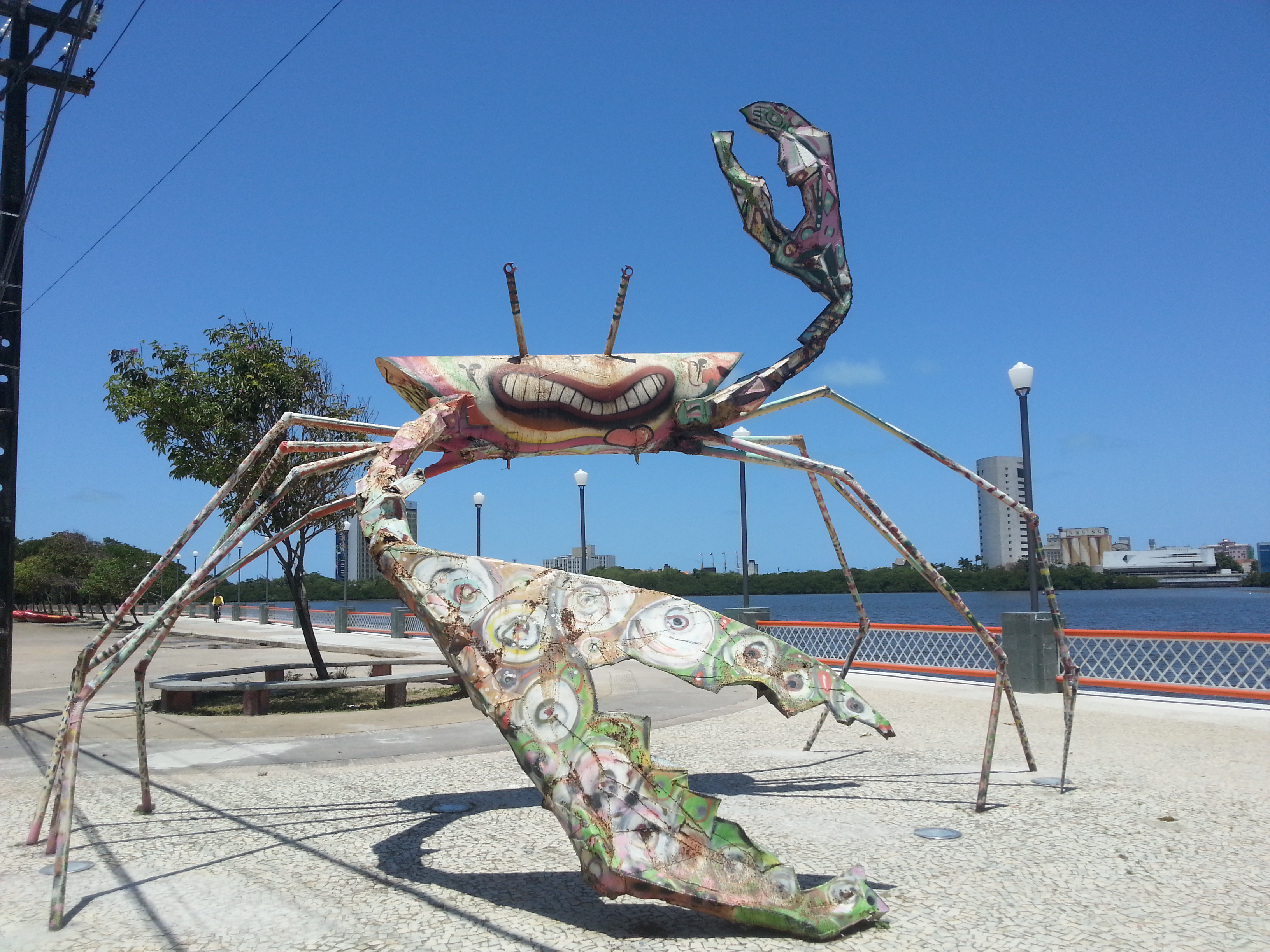
Monumento Caranguejo com Cérebro, simbolo del Manguebeat, il movimento è stato creato dalla band Nação Zumbi negli anni '90.

Il movimento Manguebeat o Mangue Beat fonde la musica tradizionale della regione di Pernambuco come frevo, chachado, maracatù e siranda, con i ritmo di rock e hip-hop.

## Storia
Il movimento manguebeat ebbe origine a Recife nel 1996. Il nome manguebeat, deriva dal fatto che la città è circondata da due grandi fiumi il Capibaribe e il Beberibe, che incontrano le acque dell'oceano Atlantico del nordest brasiliano proprio nella metropoli di Recife, dando origine al mangue, terreno fangoso ed habitat naturale dei granchi di acqua dolce. Il manguebit quindi, è un movimento che da voce ai diversi gruppi musicali emergenti di Pernambuco, per la maggior parte, di rock e pop.
Tra i suoi pionieri va ricordato Chico Science, fondatore del gruppo "Chico Science a Naçao Zumbi". Il gruppo era composto di chitarrista, bassista, tastiera, cantante (Chico Science) e al posto della classica batteria, c'erano circa una decina di percussionisti. In particolare, utilizzavano i tamburi del Maracatu per riprodurre il rumore del basso della batteria. Il gruppo ebbe molto successo in tutto il Brasile e negli USA. Dopo la morte di chico, hanno continuato a presentarsi sotto il nome di "Naçao Zumbi".
Il simbolo del manguebit oltre al "granchio" è l'antenna parabolica e il motto di Chico "Dal Recife, al mondo". Una volta iniziato il movimento, lo stile di musica manguebeat ha influenzato varie altre band emergenti, tra le prime Mundo Livre Sa. I seguaci del movimento indossavano cappelli di paglia e occhiali scuri. Il moto "Da lama ao caos", tradotto "Dal fango al caos", segnala il destino dei "Mangueboys", uomini granchi che escono dal fango del mangue della città di Recife per invadere le caotiche città mondiali con il loro stile musicale. Tale movimento, incita la creazione di musica in questo stile allo scopo di proliferarla nel mondo.
All'inizio degli anni 2020, lo stile è stato modernizzato dal cantante Reiner, incorporando elementi minimalisti di generi musicali come trip hop e dub. Questo nuovo filone si chiamava Tribeat.